# Поліщук Володимир Васильович
Володимир Васильович Поліщук (нар. 29 жовтня 1974, Київ, УРСР) — український футболіст, захисник.

## Життєпис

### Київ
Володимир Поліщук народився 29 жовтня 1974 року в Києві. Вихованець СДЮСШОР «Динамо» (Київ). У складі цього клубу розпочав професіональну кар'єру, підписавши контракт з клубом (1993 рік). Проте за головну команду столичних динамівців не зміг зіграти жодного офіційного поєдинку. Натомість виступав з столичне «Динамо-2» (Київ). Дебютував за другу команду динамівців 15 серпня 1993 року в нічийному (1:1) поєдинку 1-го туру Першої ліги чемпіонату України проти івано-франківського «Прикарпаття». Володимир вийшов на поле на 60-й хвилині, замінивши Сергія Барановського, а на 81-й хвилині відзначився голом, який дозволив киянам здобути в цьому матчі одне очко.
У складі «Динамо-2» виступав до 1996 року, за цей час у першій лізі зіграв 42 поєдинки та відзначився 2-ма голами, ще 3 поєдинки зіграв у кубку України. З 1993 по 1995 роки виступав за аматорський на той час клуб «Динамо-3», зіграв 9 матчів.
У 1997 році перейшов до іншого столичного клубу, ЦСКА, в складі якого зумів дебютувати у вищій лізі чемпіонату України. Сталося це 15 березня 1997 року в нічийному (0;0) виїзному поєдинку 17-го туру проти тернопільської «Ниви». Поліщук вийшов у стартовому складі та відіграв увесь поєдинок. А декількома днями раніше, 6 березня, Володимир відзначився дебютним голом у футболці київських «армійців», на 71-й хвилині програного (0:1) виїзного поєдинку 1/2 фіналу кубку України проти донецького «Шахтаря». Володимир вийшов на поле на 56-й хвилині, замінивши Віталія Левченка. У Вищій лізі України відзначився дебютним голом 23 червня 1997 року в нічийному (2:2) виїзному поєдинку 30-го туру проти київського «Динамо». Поліщук у тому матчі вийшов на поле в стартовому складі, а на 75-й хвилині його замінив Михайло Стельмах. Протягом свого перебування в складі столичних армійців зіграв 27 матчів та відзначився 2-ма голами, ще 2 поєдинки (1 гол) провів у кубку України. Окрім цього зіграв 2 матчі у складі першолігового фарм-клубу киян, ЦСКА-2 (Київ).

### Маріуполь, Запоріжжя, Одеса та Сімферополь
У 1998 році переходить до маріупольського «Металурга». Дебютував за металургів 11 березня 1998 року в програному (0:3) виїзному поєдинку 1/8 фіналу кубку України проти столичного «Динамо». Володимир вийшов на поле в стартовому складі та відіграв увесь матч. У національному чемпіонаті дебютував за маріупольський клуб у нічийному (1:1) домашньому поєдинку 16-го туру вищої ліги чемпіонату України проти криворізького «Кривбасу». Поліщук вийшов у стартовому складі та відіграв увесь матч. Єдиним голом у футболці «Металурга» відзначився 28 квітня 1998 року на 38-й хвилині переможного (2:0) домашнього поєдинку 22-го туру вищої ліги чемпіонату України проти одеського «Чорноморця». Поліщук вийшов на поле у стартовому складі та відіграв увесь матч. Протягом свого перебування в Маріуполі у чемпіонаті України зіграв 24 матчі та відзначився 1 голом, ще 2 поєдинки за маріупольців зіграв у кубку України.
1999 року перейшов до запорізького «Металурга». Проте, як і в ситуації з київським «Динамо», за головну команду клубу не зіграв жодного поєдинку. Натомість виступав у друголіговому фарм-клубі запорожців, «Металурзі-2». Дебютував за другу команду металургів 4 квітня 1999 року в нічийному (1:1) виїзному поєдинку 16-го туру групи В другої ліги чемпіонату України проти луганської «Зорі». Володимир у тому матчі вийшов на поле в стартовому складі та відіграв увесь поєдинок. Зігравши 6 поєдинків у футболці «Металурга-2» залишив команду.
У 1999 році приєднався до одеського «Чорноморця». Дебютував за одеський клуб 1 серпня 1999 року у програному (0:5) виїзному поєдинку 5-го туру вищої ліги чемпіонату України проти львівських «Карпат». Поліщук вийшов у стартовому складі й дебют для нього виявився просто жахливим, на 38-й хвилині, отримавши червону картку, залишив поле. Зігравши ще 3 поєдинки в футболці «моряків», Володимир залишив розташування клубу.
У другій частині сезону 1999/00 років захищав кольори сімферопольської «Таврії». За нову команду дебютував 25 березня 2000 року в програному (2:4) виїзному поєдинку 17-го туру вищої ліги чемпіонату України проти криворізького «Кривбасу». Володимир вийшов у стартовому складі, а на 48-й хвилині його замінив Андрій Опарін. Першим голом за сімферопольську команду відзначився 8 квітня 2000 року на 18-й хвилині програного (1:3) домашнього поєдинку 19-го туру вищої ліги чемпіонату України проти київського «Динамо». Поліщук вийшов на поле в стартовому складі та відіграв увесь поєдинок. У футболці «Таврії» зіграв 12 матчів, відзначився 3-ма голами.

### Повернення до Києва та Маріуполя
Напередодні старту 2000/01 років повернувся до київського ЦСКА. Повторно дебютував у київській команді 12 липня 2000 року в переможному (2:1) виїзному поєдинку 1-го туру вищої ліги чемпіонату України проти алчевської «Сталі». Володимир вийшов на поле в стартовому склаі та відіграв увесь матч. Єдиним голом у футболці ЦСКА відзначився 2 листопада 2011 року на 43-й хвилині переможного (4:1) виїзного поєдинку 1/4 фіналу кубку України. Поліщук вийшов на поле в стартовому складі та відіграв увесь матч. У лютому 2002 року відбулася особиста зустріч Київського міського голови Олександра Омельченка та президента ЦСКА Олександра Данильчука була досягнута домовленість про виступ «Арсеналу» у вищій лізі на правах правонаступника армійської команди. Отож, починаючи з другого кола сезону 2001/02 років Володимир Поліщук виступав уже в київському «Арсеналі». У своєму новому-старому клубі він дебютував 25 березня 2002 року в нічийному (0:0) домашньому поєдинку 15-го туру вищої ліги чемпіонату України проти сімферопольської «Таврії». Володимир вийшов на поле на 70-й хвилині, замінивши Олексія Осіпова. Протягом свого перебування в ЦСКА-Арсеналі в чемпіонатах України зіграв 39 матчів, ще 3 матчі (1 гол) провів у кубку України. Окрім цього виступав за фарм-клуб киян, ЦСКА-2 (Київ) (з лютого 2002 року — ЦСКА (Київ)), в складі якого зіграв 14 матчів у першій лізі чемпіонату України.
2002 року повернувся до іншої своєї колишньої команди, маріупольського «Металурга». Повторно дебютував за приазовців 13 липня 2002 року в нічийному (0:0) виїзному поєдинку 2-го туру вищої ліги чемпіонату України проти київської «Оболоні». Володимир вийшов на поле в стартовому складі та відіграв увесь матч. Першим голом за металургів, після свого повернення, відзначився 6 жовтня 2002 року на 59-й хвилині програного (2:2) домашнього поєдинку 12-го туру вищої ліги чемпіонату України проти донецького «Шахтаря». Поліщук у тому матчі вийшов на поле в стартовому складі, а на 87-й хвилині його замінив Руслан Міклашевич. Протягом свого перебування в «Металурзі» зіграв у Вищій лізі 34 матчі та відзначився 4 голами, ще 2 матчі провів у кубку України. 23 травня 2004 року зіграв свій єдиний матч у футболці маріупольського «Металурга-2» (26-ий тур, група В другої ліги чемпіонату України) проти запорізьких одноклубників, який завершився виїзною перемогою маріупольців з рахунком 2:0.

### Ворскла та Борисфен
Першу частину сезону 2004/05 років провів у складі полтавської «Ворскли». За полтавський клуб дебютував 15 липня 2004 року в переможному (3:0) домашньому поєдинку 1-го туру вищої ліги чемпіонату України проти «Арсеналу» (Київ). Володимир вийшов у стартовому складі, а на 45-й хвилині його замінив Володимир Браїла. Після цього зіграв ще 2 матчі в чемпіонаті України, а також 1 поєдинок у кубку України.
Другу частину сезону 2004/05 років провів у бориспільському «Борисфені» в першій лізі чемпіонату України. Дебютував за бориспільський колектив 10 вересня 2005 року у нічийному (0:0) домашньому поєдинку проти «Бершаді». Поліщук вийшов на поле в стартовому складі, а на 86-й хвилині його замінив Андрій Запорожан. Проте й у «Борисфені» Володимир надовго не затримався, зігравши загалом 4 поєдинки, залишив розташування команди.

### Десна та Княжа
У 2006 році перейшов до складу друголігового клубу, «Десна» (Чернігів). У чернігівській команді дебютував 8 квітня 2006 року в переможному (2:0) виїзному поєдинку 18-го туру групи А другої ліги чемпіонату України проти «Княжої». Поліщук вийшов у стартовому складі та відіграв увесь поєдинок. Разом з командою став переможцем групи А другої ліги та здобув путівку до Першої ліги чемпіонату України. протягом свого перебування в Чернігові зіграв 29 матчів у чемпіонатах України та 1 — у кубку України.
У 2007 році перейшов до клубу «Княжа» (Щасливе). В команді з с. Щасливе дебютував 16 квітня 2007 року в нічийному (0:0) поєдинку 20-го туру групи А другої ліги чемпіонату України проти овідіопольського «Дністра». Володимир вийшов на поле в стартовому складі, а на 64-й хвилині його замінив Ігор Краївський. Останнім голом у професіональній кар'єрі відзначився 8 червня 2007 року на 29-й хвилині нічийного (1:1) виїзного поєдинку 28-го туру групи А другої ліги чемпіонату України проти львівських «Карпат-2». Поліщук вийшов у стартовому складі та відіграв увесь поєдинок. У футболці «Княжої» зіграв 7 матчів та відзначився 1 голом.

### Завершення кар'єри
По завершенні сезону 2006/07 років припинив виступи на професіональному рівні. З 2008 по 2010 роки виступав у аматорському клубі «Зірка» (Київ).

## Досягнення
- Друга ліга чемпіонату України
  -  Чемпіон (1): 2005/06 (група А)